# Caenis vanuatensis
Caenis vanuatensis is een haft uit de familie Caenidae. De wetenschappelijke naam van de soort is voor het eerst geldig gepubliceerd in 2007 door Malzacher & Staniczek.
De soort komt voor op eilanden in de Grote Oceaan.